# Алвар Аалто

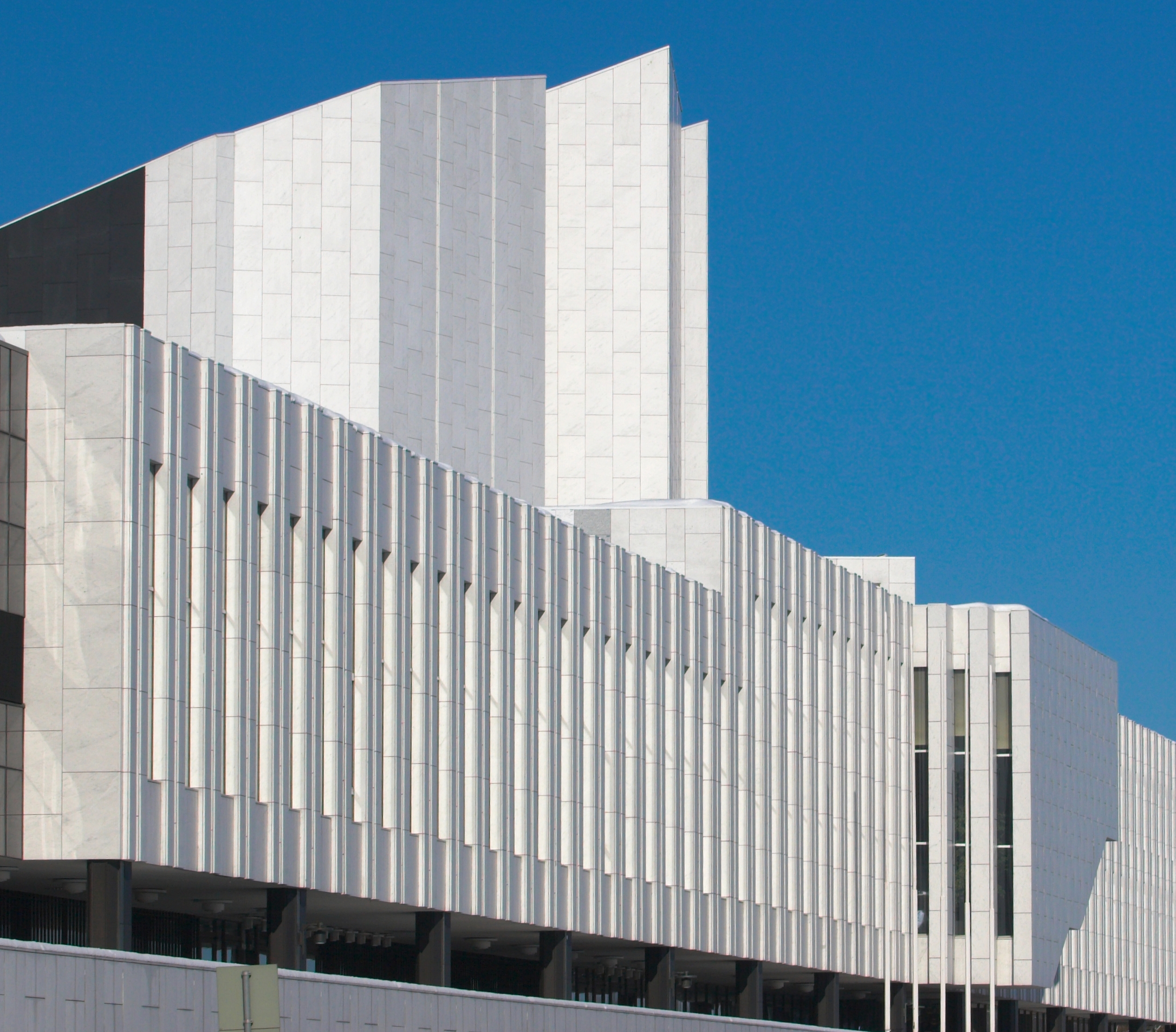
Хол Фінляндія (1962—1971)

Гу́ґо А́лвар Ге́нрік Аа́лто (фін. Hugo Alvar Henrik Aalto; 3 лютого 1898, Куортане — 11 травня 1976, Гельсінкі) — фінський урбаністичний архітектор та дизайнер, визначна постать в архітектурі Фінляндії, один з піонерів сучасної світової архітектури та яскравий представник скандинавського дизайну. Також вважається одним із основоположників інтернаціонального стилю.
Працював у Фінляндії, Швеції, США, Німеччині та інших країнах.
Від строго геометричних форм ранніх споруд Аалто прийшов до самобутнього поєднання національних традицій, принципів функціоналізму й органічної архітектури, до свободи й гнучкості об'ємно-просторової композиції, вміло вписаної в природне середовище. В спорудах архітектор щедро застосовував дерево.
На початку кар'єри значний вплив на його формування мали такі видатні архітектори як Ґуннар Асплунд та Свен Маркеліус.

## Характеристика творчості
Кар'єра Аалто припала на період інтенсивного економічного зростання та зростаючої індустріалізації Фінляндії, тому була тісно пов'язана з діяльністю провідних промисловців країни. Серед них особливо виділяється сім'я Альстрем-Гулліхсен (швед. Ahlström-Gullichsen), члени якої забезпечували Аалто замовленнями і надавали необхідну свободу.
За свою довгу кар'єру Аалто зробив значний внесок у становлення таких архітектурних стилів, як північний неокласицизм XX століття (1920-ті) і модернізм (від інтернаціонального стилю 1930-х до витонченого функціоналізму з органічними елементами пізнішого часу). У меблевому дизайні його роботи вважаються чистими зразками скандинавського дизайну з притаманною стилю простотою, мінімалізмом і функціональністю. Характерною рисою авторського стилю Аалто було ставлення до своїх робіт як до «абсолютних творів мистецтва» (нім. Gesamtkunstwerk), що на практиці означає не тільки проектування самої будівлі, але і продумування всіх дрібниць та деталей — матеріалу і кольору поверхонь, зміни освітлення протягом дня, дизайну освітлювальних приладів, фурнітури, скління, тощо. Тут проглядається його бачення архітектури як форми реалізації внутрішньої ідеї.

## Біографія
Алвар Аалто народився 3 лютого 1898 року в общині Куортане в західній Фінляндії в сім'ї землеміра Йохана Хенріка Аалто та начальниці поштового відділення Сельми Матільди Аалто. У сім'ї говорили фінською (батько) та шведською (мати) мовами. Коли Алвару виповнилось п'ять років уся родина переїхала спочатку до Алаярві, а потім до Ювяскюля в центральний Фінляндії. Там він закінчив ліцей (Jyväskylä Lyceum). У 1916 році вступив до Політехнічного інституту міста Гельсінкі, де навчався у Армаса Ліндгрена.
У 1918 році навчання було перервано громадянською війною. Аалто брав участь у бойових діях на боці «білих». По закінченню війни повернувся в ряди студентів та в 1921 році здобув диплом архітектора.

## Формування стилю та вплив
Зазнав впливу неокласицизму Гуннара Асплунда та естетики європейського архітектурного авангарду, на основі чого сформував індивідуальну манеру. В пошуках нових конструктивних форм надавав перевагу природним матеріалам (експерименти з гнутою деревиною: меблі, безпредметні композиції).
В 1923 році відкриває своє перше бюро в Ювяскюля.
В 1933 році переїхав до Гельсінкі, де відкрив власну фірму «Артек», яка почала займатись виготовленням предметів інтер'єру, що стали в майбутньому зразками фінського дизайну.

## Основні споруди
- Вілла Маннер Теуся, 1923.
- Будинок трудящих, Ювяскюля, Фінляндія, 1924—1925.
- Міська бібліотека у Виборзі, 1928—1935.
- Санаторій у Пайміо, Фінляндія, 1929—1933.
- Промислові споруди в Топпілі, 1930—1931.
- Власний дім у Гельсінкі, 1935—1936.
- Промислові споруди в Сунілі, 1936—1939.
- Целюлозна фабрика с житловим кварталом, Котка, Фінляндія, 1936—1954.
- Вілла Майреа в Нормаркку, Фінляндія, 1938—1939.
- Виставочний павільйон Фінляндії на Всесвітній виставці в Нью-Йорку, 1939.
- Кампус університету MIT в Массачусетсі, 1947—1949.
- Ратуша в Сяйнятсало, Фінляндія, 1949—1952.
- Мерія в Ювяскюля, Фінляндія, 1949—1952.
- Політехнічний інститут в Еспоо, Фінляндія, 1949—1964.
- Промислові споруди в Оулу, 1951—1957.
- Будинок культури робітників у Гельсінкі, 1955—1958.
- Церква трьох хрестів в Іматрі, Фінляндія, 1955—1958.
- Житлові будинки в Бремені, 1958—1963.
- Павільйон для заходів, Базош-сюр-Гвіонн, Франція, 1956—1961.
- Палац конгресів Фінляндія Тало (Хол Фінляндія) в Гельсінкі; головну будівлю зведено 1971, крило, в якому розмістився зал для проведення конгресів — 1976.
- Церква Ріола в Вергато, Італія, 1978.

## Звання та нагороди
Своє уявлення про гідність творчої праці Аалто показав у проекті власної майстерні поблизу Гельсінкі (1955), яка має внутрішній двір у формі амфітеатру.
З 1928 по 1954 роки — був членом оргкомітету міжнародних конгресів з сучасної архітектури.
З 1943 по 1958 роки — був президентом Союзу фінських архітекторів.
У 1957 році — став Почесним іноземним членом Американської академії мистецтв і наук.
З 1963 по 1968 роки — був президентом Академії Фінляндії.

## Пам'ять про Алвара Аалто
- Університет Аалто (фін. Aalto-yliopisto) — новий університет, який був створений 1 січня 2010 року через об'єднання трьох вищих навчальних закладів Фінляндії, які спеціалізуються у сфері технологій і дизайну
- Медаль Алвара Аалто — одна з найпрестижніших міжнародних нагород в галузі архітектури.

## Дизайн
Ваза Аалто